# MiMi (电视剧)
《Mimi》 （韓語：미미） ，是由東方神起成員沈昌珉及文佳煐主演的2014年的韓國迷你電視劇。 此劇由2014年2月21日至3月14日逢星期五23:00在韓國有線電視Mnet播放4集。
此劇是被李明世2007年的電影《M》所啟發，並由SM娛樂旗下的SM C&C製作。

## 演出
- 沈昌珉 飾演 韓珉宇，人氣網路漫畫家，28歲[5][6][7]
- 文佳煐 飾演 MiMi，學生，18歲（粵語配音：張妙妙）[8][9][10]
- 申鉉彬 飾演 張恩惠，網路漫畫事業部組長
- 白铉 飾演 Umbrella Man（粵語配音：鄧永健）
- 金俊久 飾演 金京镇
- 郑志孙 飾演 编辑（粵語配音：羅偉亮）
- 尹多京（朝鲜语：윤다경） 飾演 珉宇妈妈（粵語配音：王夢華）
- 崔亨洙 飾演 姜胜宇
- 李妍京 飾演 MiMi阿姨（粵語配音：顧詠雪）
- 高元 飾演 珉宇老师（粵語配音：高可慧）

## 劇情大綱
- 韓珉宇因為舊桌曆而啟發了靈感，使他成為了超人氣的網路漫畫家，但因為桌曆而想到的浪漫故事太過順利，就像是以前經歷過的，令他日漸疑惑。在繪畫過程中而想起來的零碎片段時，身體總會出現頭痛與嘔吐感，在精神科醫師的勸告下，韓珉宇決定要找尋2003年桌曆上失去的記憶。

## 音樂原聲帶
- 太妍（少女時代）、鐘鉉（SHINee） - 呼吸（Breath，韓文版）
- Wendy（Red Velvet，當時還是SM ROOKIES和SR14G成員） - 在悲傷中將你抹去（Because of You）
- 藝聲（Super Junior） - 太貪心（Blind，韓文版）

## 外部連結
- MimiMnet官方
- 《Mimi》在HanCinema的页面（英文）
- 互联网电影数据库（IMDb）上《Mimi》的资料（英文）

| 香港 Now香港台 星期一至日 21:30 – 22:30    | 香港 Now香港台 星期一至日 21:30 – 22:30                  | 香港 Now香港台 星期一至日 21:30 – 22:30      |
| ------------------------------------------ | -------------------------------------------------------- | -------------------------------------------- |
|                                            | 美美 （2015年1月13日 - 2015年1月18日）                   |                                              |
| 秘密花園 （2014年12月2日 - 2015年1月12日） | 衛子夫 （20:30-22:30） （2015年1月19日 - 2015年2月10日） |                                              |
| 香港 ViuTV 星期一至五 10:00 – 11:00        |                                                          |                                              |
| 民王 （2017年4月28日 - 2017年5月9日）      | 美美 （2017年5月10日 - 2017年5月17日）                   | 惡作劇之吻 （2017年5月18日 - 2017年6月14日） |

| 新加坡 星和娱家戏剧台 韓國速蜜達 星期日 22:00 – 00:15 | 新加坡 星和娱家戏剧台 韓國速蜜達 星期日 22:00 – 00:15 | 新加坡 星和娱家戏剧台 韓國速蜜達 星期日 22:00 – 00:15 |
| ----------------------------------------------------- | ----------------------------------------------------- | ----------------------------------------------------- |
|                                                       | 美美 （2015年11月15日 - 2015年11月22日） PG           |                                                       |
| 第二個二十歲 （2015年9月20日 - 2015年11月15日）       | 請回答1988 （2015年11月29日 - 2016年1月31日）         |                                                       |